# Orrouy
Orrouy är en kommun i departementet Oise i regionen Hauts-de-France i norra Frankrike. Kommunen ligger i kantonen Crépy-en-Valois som tillhör arrondissementet Senlis. År 2022 hade Orrouy 587 invånare.

## Befolkningsutveckling
Antalet invånare i kommunen Orrouy
| Referens: INSEE |